# Sinfonia n.º 5 (Beethoven)
A Sinfonia n.º 5 em Dó menor Op. 67, dita Sinfonia do Destino,  de Ludwig van Beethoven, escrita entre 1804 e 1808, é uma das composições mais populares e mais conhecidas em todo repertório da Música Erudita Europeia, além de ser uma das sinfonias mais executadas nos tempos atuais.
Trata-se da primeira sinfonia do autor composta em tonalidade menor, o que só voltaria a acontecer em 1824 com a Sinfonia n.º 9, em Ré menor op. 125. A Sinfonia n.º 5 em Dó menor ainda hoje é considerada como um "monumento" da criação artística. 
Os quatro movimentos caracterizam-se pela homogeneidade orquestral, sendo, ao mesmo tempo, um exemplo de alternância: o primeiro movimento, revelando grande tensão, denunciada pelas cordas e elevada a um dramatismo extremo; o segundo movimento revela solenidade, numa marcha fúnebre que se eleva pela sua emoção e beleza; o terceiro andamento, uma crispação; o  quarto movimento expressa triunfo e magnificência.

Sobre as intenções do autor:
Dizem que Beethoven se inspirou na ideia da morte, que ao bater na porta do homem produz emoções indescritíveis e também desespero. Sendo assim, essa obra magnífica pode ser uma reflexão sobre a situação mortal do homem, contudo nos indicando, pela beleza de sua obra que a vida, mesmo sendo efêmera, pode ser um milagre, algo que nunca se repetirá.

## Movimentos
1. Allegro con brio
2. Andante con moto - Più mosso - Tempo I
3. Scherzo Allegro - Trio - Scherzo
4. Allegro - Presto

## Instrumentação
A orquestra descrita para a peça compõe-se dos seguintes instrumentos:
| Família   | Instrumentos |
| --------- | --- |
| Madeiras  | - piccolo (apenas 4º mov.) - 2 flautas - 2 oboés - 2 clarinetes em si bemol e dó - 2 fagotes - contrafagote (apenas 4º mov.) |
| Metais    | - 2 trompas em mi bemol e dó - 2 trompetes - 3 trombones (alto, tenor e baixo, apenas 4º mov.)                               |
| Percussão | - tímpanos (em sol e dó) |
| Cordas    | - violinos (I) - violinos (II) - violas - violoncelos - contrabaixos                                                         |

Em 1976, o pianista Walter Murphy gravou uma versão em música disco para esta sinfonia, e a lançou como single. O single fez muito sucesso, chegou ao primeiro lugar na Billboard Hot 100 e foi incluído no lendário filme Os Embalos de Sábado à Noite. "A Fifth of Beethoven" é considerada um clássico desse gênero, e frequentemente aparece quando se fala na era disco.